# TN 90
 (janvier 2024).
Si vous disposez d'ouvrages ou d'articles de référence ou si vous connaissez des sites web de qualité traitant du thème abordé ici, merci de compléter l'article en donnant les références utiles à sa vérifiabilité et en les liant à la section « Notes et références ».
La TN 90 est une ogive thermonucléaire à puissance variable développée par la France pour le missile tactique Hadès, conçu pour remplacer le système AN 51/Pluton

## Histoire
Le développement débute en 1983 et la production en 1990. Cependant, à la suite de l'effondrement de l'Union soviétique, la production est interrompue après la construction de seulement 30 ogives sur les 180 prévues, et celles-ci sont immédiatement placées en stockage. Les missiles Hadès, ainsi que leurs ogives TN-90, sont retirés du service, tout comme tous les missiles terrestres français, en 1996. À la fin de l'année 2000, les TN 90 sont entreposées à Valduc en attente de démantèlement.

## Caractéristiques
Son amorce nucléaire est faite d'explosifs insensibles.